# ای فاموسا ریزورت
ای فاموسا ریزورت مالزی (انگلیسی: A' Famosa Resort) یا فاموسا ریزورت مالزی، یک استراحتگاه خانوادگی است که در الور گاجا، ایالت ملاکا، مالزی در نزدیکی مسیر خروجی بزرگراه شمال-جنوب به شهرک سیمپانگ امپات واقع شده است. نام این استراحتگاه برگرفته از نام قلعه پرتغالی قرن شانزدهم می‌باشد که به همین نام وجود داشت و زمانی در نزدیکی بندر شهر ملاکا پابرجا بود.